# La visión del Beato Hermann Joseph

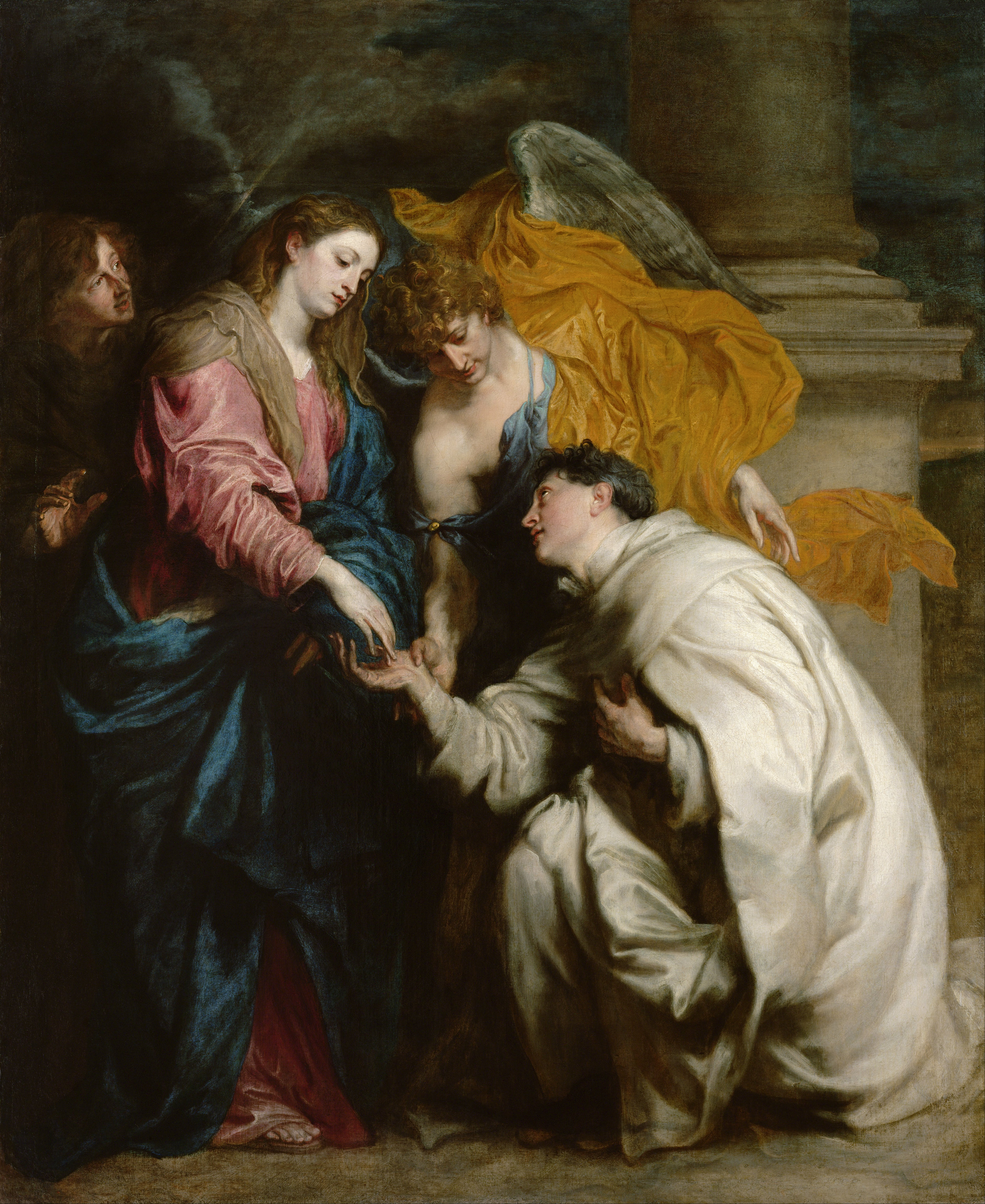
La visión del Beato Hermann Joseph (1629-1630) de Anthony van Dyck

La visión del Beato Hermann Joseph o El compromiso místico del Beato Hermann Joseph con la Virgen María es una pintura de 1629-1630 del pintor barroco flamenco Anthony van Dyck .

## Antecedentes
El cuadro representa a Hermann Joseph, canónigo y sacerdote premonstratense de la región de Colonia. Era devoto de la Virgen María y, según la leyenda, tuvo varias visiones de ella a lo largo de su vida; el cuadro muestra una de ellas, en la que se unió a ella en matrimonio místico y recibió el nombre de "José", como su esposo San José. Producido para una capilla de la iglesia de San Ignacio de Amberes (al igual que la Coronación de Santa Rosalía el año anterior), se encuentra actualmente en el Kunsthistorisches Museum de Viena.

## Historia
El cuadro fue uno de los varios encargados a van Dyck por la congregación jesuita de Amberes, de la que se había hecho miembro en 1628. Parece haber sido influenciado por La Visión de San Francisco Javier del pintor de Amberes Gerard Seghers y por la Visión del Espíritu Santo de Santa Teresa de Ávila de Rubens; Van Dyck había trabajado como ayudante de taller y alumno de Rubens desde su regreso a Amberes en 1627, tras ocho años en Italia, en los que trabajó en una serie de pinturas para la iglesia de San Carlos Borromeo.